# الضريح الروماني سيدي سردوك القيروان
{{معلومات معلم
اسم = الضريح الروماني سيدي سزدود القيروان
```
| صورة   =  
| تعليق  =
| نوع   = ضريح
| معماري    = 
| ارتفاع    = 
| ت{مقالة غير مراجعة|تاريخ=فبراير 2023}}
```

 الضريح الروماني سيدي سردود القيروان  هو معلم أثري تونسي مصنف من قبل المعهد الوطني للتراث يقع في ولاية القيروان في الوسط الغربي التونسي، تحديدا في مدينة سيدي سردود تم تصنيف المعلم في يوم 8 ماي 1895 .

## مقالات ذات صلة
- قائمة المعالم الأثرية المصنفة في تونس